# Fredelig sameksistens
Fredelig sameksistens var et centralt politisk begreb, der efter Stalins død i 1953 og frem til 1991 var grundlaget for Sovjetunionens udenrigspolitiske strategi. Fredelig sameksistens skulle sikre en våbenstilstand mellem socialismen og kapitalismen med henblik på at undgå en kernevåbenkrig, der kunne ødelægge den virkeliggjorte socialisme. Det var således et fredsbegreb, der blot indebar fravær af åben krig. Det var en tilstand, der ifølge Den store sovjetiske encyklopædi ”ikke i noget tilfælde betyder [sovjetisk accept af] politisk eller samfundsmæssig status quo i noget land, men som tværtimod skaber de allerbedste betingelser for alle demokratiske kræfters kamp […] for socialismen”. 
Efter den sovjetiske ledelses forståelse var fredelig sameksistens en dynamisk offensiv strategi til fremme af en global proces, der ville styrke Sovjetunionen samt ”socialismens og fredens kræfter”, mens processen samtidig underminerede de kapitalistiske staters indre fundament og ydre ressourcer. Konkret søgte man denne politik ført ud i livet gennem bl.a. efterretningstjenesten KGB, der udførte påvirknings- og propagandaoperationer, og gennem frontorganisationer og de nationale kommunistpartier i Vesten. 